# American National Business Hall of Fame
L' American National Business Hall of Fame (ANBHF) (français : Tableau d'honneur des hommes d'affaires américains), fondé en 1972, récompense les dirigeants d'entreprises américaines, talentueux et exemplaires, dont l'éthique est jugée irréprochable. Il est dirigé par des représentants des universités américaines. Chaque année, l'ANBHF publie un journal, disponible également en ligne, le Journal of Business Leadership

## Recherches
L'ANBHF conduit un programme de recherches ayant trois buts principaux. Le premier étant la collecte et l'analyse d'informations concernant les talents des dirigeants inscrits sur son tableau d'honneur. Son second objectif est le soutien à son journal académique, le Journal of Business Leadership, grâce au soutien de recherches universitaires dans le domaine de la direction d'entreprise. Son dernier objectif est d'évaluer l'exemplarité du tableau d'honneur lors de présentations dans diverses écoles.

## Quelques lauréats
Parmi les lauréats célèbres, on compte Andrew Carnegie, Max DePree, Walt Disney, George Eastman, Thomas A. Edison, Albert Lasker, Ross Perot, John D. Rockefeller, Richard Warren Sears.